# Luka Sučić
Luka Sučić (Linz, 8 de setembro de 2002) é um jogador de futebol profissional croata nascido na Áustria que atua como meio-campista na Real Sociedad.

## Carreira
Em 15 de julho de 2020, Sučić assinou um contrato com o Red Bull Salzburg até o verão de 2024. Ele fez sua estreia na Bundesliga Austríaca pelo Salzburg em 13 de setembro de 2020 em um jogo contra o Wolfsberger. Em 25 de novembro de 2020, ele fez sua estreia na Liga dos Campeões, substituindo Dominik Szoboszlai aos 71 minutos e participando do gol de Mërgim Berisha, quando o Salzburg perdeu por 3–1 para o Bayern de Munique. Em 10 de fevereiro de 2021, Sučić marcou seu primeiro gol na Bundesliga em uma vitória por 3–1 sobre o Austria Wien, saindo do banco para substituir Berisha.
No início da temporada 2021-22, Sučić já havia se estabelecido no elenco do Salzburg, principalmente marcando um gol contra o Barcelona em uma vitória amistosa por 2–1 em 4 de agosto de 2021.
Em 1 de agosto de 2024, ele assinou um contrato de 5 anos com o clube espanhol Real Sociedad por uma taxa de 10 milhões de euros, mais uma cláusula de venda de 10%. Estreou pela Real em 18 de agosto, na derrota em casa por 2–1 para o Rayo Vallecano. Marcou seu primeiro gol no empate com o Atlético de Madrid também em casa, em 6 de outubro, pelo qual ganhou o prêmio de gol do mês da La Liga.

### Carreira internacional
Podendo jogar pela Áustria, Bósnia e Herzegovina e Croácia, Sučić optou por esta última, apesar do interesse da Federação Austríaca de Futebol. Em 9 de março de 2021, ele foi convocado no elenco de 23 jogadores de Igor Bišćan para a fase de grupos da Eurocopa Sub-21 de 2021. No entanto, ele foi descartado em 21 de março devido a uma lesão e substituído por outro jogador. Em 17 de maio, ele foi novamente convocado no elenco de 23 jogadores de Bišćan, agora para a fase eliminatória da edição seguinte do mesmo torneio. No entanto, Sučić novamente se lesionou e foi retirado da lista em 25 de maio. Durante as eliminatórias da Eurocopa Sub-21 de 2023 em setembro e outubro de 2021, Sučić marcou três gols e deu uma assistência em três jogos, o que levou Zlatko Dalić a convocá-lo para a seleção principal em 9 de outubro, dois dias antes de uma partida pelas eliminatórias da Copa do Mundo contra a Eslováquia, devido à suspensão de Mateo Kovačić. Ele fez sua estreia pela seleção principal nesta partida, que terminou empatada em 2–2.
Em 9 de novembro de 2022, Sučić foi convocado para o elenco de 26 jogadores de Dalić para a Copa do Mundo de 2022, onde permaneceu como reserva não utilizado, terminando em terceiro lugar no torneio.

## Vida pessoal
Sučić nasceu em Linz, filho de pais bósnios Željko e Branislava, ambos da cidade de Bugojno, que fugiram da Guerra da Bósnia. Apesar de ter nascido na Áustria, Sučić não possui cidadania austríaca. Ele se declarou torcedor do Hajduk Split e do Barcelona, embora tenha nomeado Luka Modrić, um ídolo dos respectivos rivais desses clubes, Dinamo Zagreb e Real Madrid, como seu ídolo no futebol. Seu primo Petar Sučić também é jogador de futebol.

## Títulos
Salzburg
- Bundesliga Austríaca: 2020–21, 2021–22, 2022–23
- Copa da Áustria: 2020–21, 2021–22

Croácia
- Copa do Mundo: Bronze 2022[22]

Individual
- Gol do mês da La Liga: Outubro de 2024[10]